# Felsen am Harkortsee
Felsen am Harkortsee este o arie protejată (arie specială de conservare — SAC, sit de importanță comunitară — SCI) din Germania întinsă pe o suprafață de 2,52 ha, integral pe uscat.

## Localizare
Centrul sitului Felsen am Harkortsee este situat la coordonatele 51°24′15″N 7°24′24″E / 51.4042°N 7.4067°E.

## Înființare
Situl Felsen am Harkortsee a fost declarat sit de importanță comunitară în mai 2004.

## Biodiversitate
Situată în ecoregiunea continentală, aria protejată nu include niciun habitat protejat.
La baza desemnării sitului se află o specie protejată de  plante: Vandenboschia speciosa.